# (6282) Edwelda
(6282) Edwelda es un asteroide perteneciente al cinturón de asteroides, región del sistema solar que se encuentra entre las órbitas de Marte y Júpiter, descubierto el 9 de octubre de 1980 por Carolyn Shoemaker desde el Observatorio del Monte Palomar, Estados Unidos.

## Designación y nombre
Designado provisionalmente como 1980 TS4. Fue nombrado Edwelda en homenaje a Edwin L. Aguirre e Imelda B. Joson, que popularizaron la astronomía en Filipinas durante más de 15 años. Su libro publicado en 1985 sobre el cometa Halley, The Second Coming, es el primer y único libro astronómico escrito por autores filipinos. Diseñaron dos sellos astronómicos emitidos por el Servicio Postal de Filipinas, y en 1990 el Departamento de Ciencia y Tecnología de Filipinas les encargó la construcción de un reflector de 0,44 m, el telescopio operativo más grande del país, para un observatorio público en Manila. Ese mismo año, la pareja obtuvo la aprobación del entonces presidente Corazón Aquino para una proclamación ejecutiva que declara una Semana Nacional de Astronomía.

## Características orbitales
Edwelda está situado a una distancia media del Sol de 2,310 ua, pudiendo alejarse hasta 2,812 ua y acercarse hasta 1,808 ua. Su excentricidad es 0,217 y la inclinación orbital 2,807 grados. Emplea 1282,73 días en completar una órbita alrededor del Sol.

## Características físicas
La magnitud absoluta de Edwelda es 14,3. Tiene 5,413 km de diámetro y su albedo se estima en 0,126. 